# تولیبودی
تولیبودی (به انگلیسی: Tullibody) یک منطقه مسکونی در اسکاتلند است که در کلاکماننشر واقع شده‌است. تولیبودی ۹٬۵۳۰ نفر جمعیت دارد.